# Kleinostheim
Kleinostheim est une commune allemande de Bavière, située dans l'arrondissement d'Aschaffenbourg et le district de Basse-Franconie.

## Géographie

Situation de Kleinostheim dans l'arrondissement d'Aschaffenbourg

Kleinostheim est située sur la rive droite du Main, à la limite avec le land de Hesse (arrondissement d'Offenbach), à 9 km au nord-ouest d'Aschaffenbourg.
La commune est composée des quatre quartiers suivants :
- Kleinostheim
- Waldstadt
- Industriegebiet West
- Wingert

Communes limitrophes (en commençant par le nord et dans le sens des aiguilles d'une montre) : Karlstein am Main, Johannesberg, Mainaschaff, Stockstadt am Main et Mainhausen.

## Histoire
Le village a très certainement été fondé au VIe siècle par les Francs mais la première mention écrite date de 975. Le village a fait partie des possessions de l'Électorat de Mayence et, comme lui, il a été intégré au royaume de Bavière en 1814.
Le 21 janvier 1945, le village a subi un bombardement aérien qui a détruit 500 bâtiments et tué 60 personnes.

## Démographie
| 1840  | 1871  | 1900  | 1910  | 1925  | 1933  | 1939  | 1950  | 1961  |
| ----- | ----- | ----- | ----- | ----- | ----- | ----- | ----- | ----- |
| 1 096 | 1 165 | 1 376 | 1 690 | 2 119 | 2 311 | 2 602 | 3 585 | 4 255 |

| 1970  | 1987  | 2000  | 2003  | 2009  | - | - | - | - |
| ----- | ----- | ----- | ----- | ----- | - | - | - | - |
| 6 371 | 7 212 | 8 067 | 8 281 | 8 130 | - | - | - | - |

## Jumelage
Bassens (France) depuis 1980, dans le département de la Gironde en Nouvelle-Aquitaine